# Dan Slobin

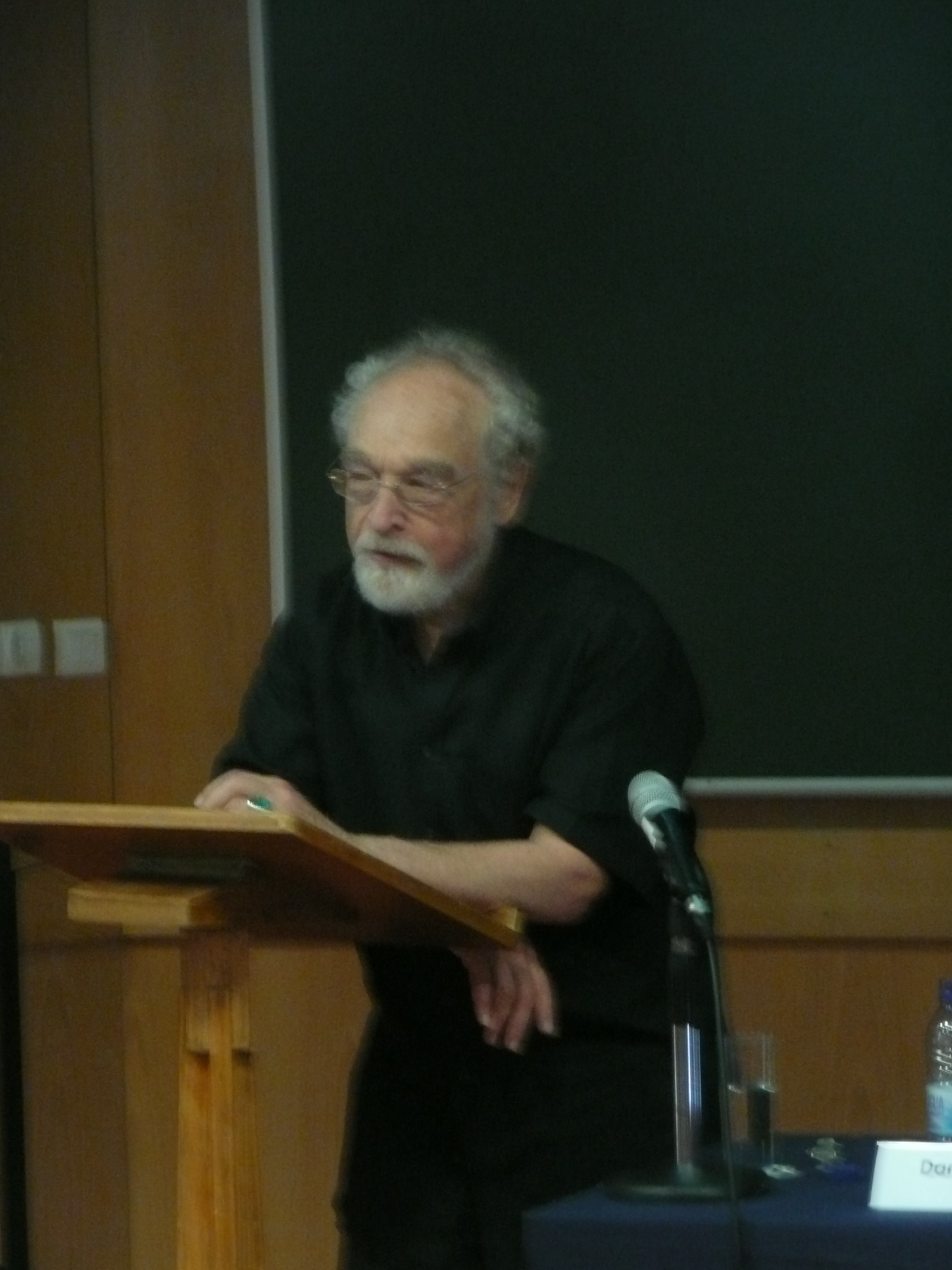
Dan Slobin, 2012

Dan Isaac Slobin (* 7. März 1939) ist ein US-amerikanischer Psychologe und Linguist.

## Leben
Slobin studierte an der University of Michigan Psychologie und erhielt 1960 den Bachelor of Arts summa cum laude. Für den Master of Arts (1962) wechselte er an die Harvard University, wo er auch 1964 über Sozialpsychologie promovierte. Im selben Jahr ging er an die University of California, Berkeley, wo er bis zu seiner Emeritierung 2004 lehrte und forschte.

## Forschung
Slobin forscht auf den Gebieten des Erstspracherwerbs, der sprachlichen Relativität und der Gebärdensprache. Besonders bekannt wurde er durch seine typologischen Arbeiten zur Versprachlichung von Bewegungsereignissen (näheres siehe unter Verb-framed Languages). In diesem Zusammenhang ist auch seine Theorie „Thinking for Speaking“  von Bedeutung. Diese beschäftigt sich mit dem Einfluss sprachlicher Strukturen auf die Perspektive, die schon beim Denken auf die Welt eingenommen wird.
Seit 2009 ist Slobin Mitglied der American Academy of Arts and Sciences. Ein wichtiger Schüler ist Leonard Talmy.

## Veröffentlichungen als Herausgeber (Auswahl)
- The crosslinguistic study of language acquisition, Band 1: The Data. Lawrence Erlbaum Associates, Mahwah, NJ 1985.
- The crosslinguistic study of language acquisition, Band 2: Theoretical issues. Lawrence Erlbaum Associates, Mahwah, NJ 1985.
- The crosslinguistic study of language acquisition, Band 3. Lawrence Erlbaum Associates, Mahwah, NJ 1992.
- The crosslinguistic study of language acquisition, Band 4. Lawrence Erlbaum Associates, Mahwah, NJ 1994.
- The crosslinguistic study of language acquisition, Band 5: Expanding the contexts. Lawrence Erlbaum Associates, Mahwah, NJ 1997.